# Pablo Barrachina Estevan
Pablo Barrachina Estevan (* 31. Oktober 1912 in Jérica, Provinz Castellón, Spanien; † 13. Oktober 2008 in Alicante) war ein spanischer Geistlicher und römisch-katholischer Bischof von Orihuela-Alicante.

## Leben
Pablo Barrachina Estevan studierte am Priesterseminar des Bistums Segorbe; an der Päpstlichen Universität Gregoriana wurde er in Kanonischem Recht promoviert. Er empfing 1941 die Priesterweihe für das Bistum Segorbe. Von 1941 bis 1945 war er Professor am Metropolitanseminar in Valencia. 1945 wurde er Kanoniker an der Kathedrale von Segorbe sowie Subregens und Professor für Philosophie des diözesanen Priesterseminars. Er engagierte sich zudem in der Katholischen Aktion. 1952 wurde er Direktor des Bistumssekretariats für Berufungen. 1953 wurde er Delegierter für das Laienapostolat.
1954 wurde er von Papst Pius XII. zum Bischof von Orihuela ernannt. Die Bischofsweihe spendete ihm am 29. Juni 1954 in seiner Heimatstadt Jérica der Apostolische Nuntius in Spanien und spätere Kurienkardinal, Ildebrando Antoniutti; Mitkonsekratoren waren José Pont y Gol, Bischof von Segorbe, und Jacinto Argaya Goicoechea, Weihbischof in Valencia.
Pablo Barrachina Estevan war der Dekan der spanischen Bischöfe. Er reorganisierte die territorialen Gebiete des Bistums Orihuela, in dessen Folge das Bistum in Bistum Orihuela-Alicante umbenannt wurde. Er war Teilnehmer am Zweiten Vatikanischen Konzil. Neben vielen anderen Aktivitäten gründete er 1963 den Radiosender „Radio Popular“ in Alicante.
1989 wurde seinem altersbedingten Rücktrittsgesuch durch Johannes Paul II. stattgegeben und Francisco Álvarez Martínez als Nachfolger benannt, der Bischof von Tarazona und Calahorra y La Calzada-Logroño gewesen war.